# Brúixola solar

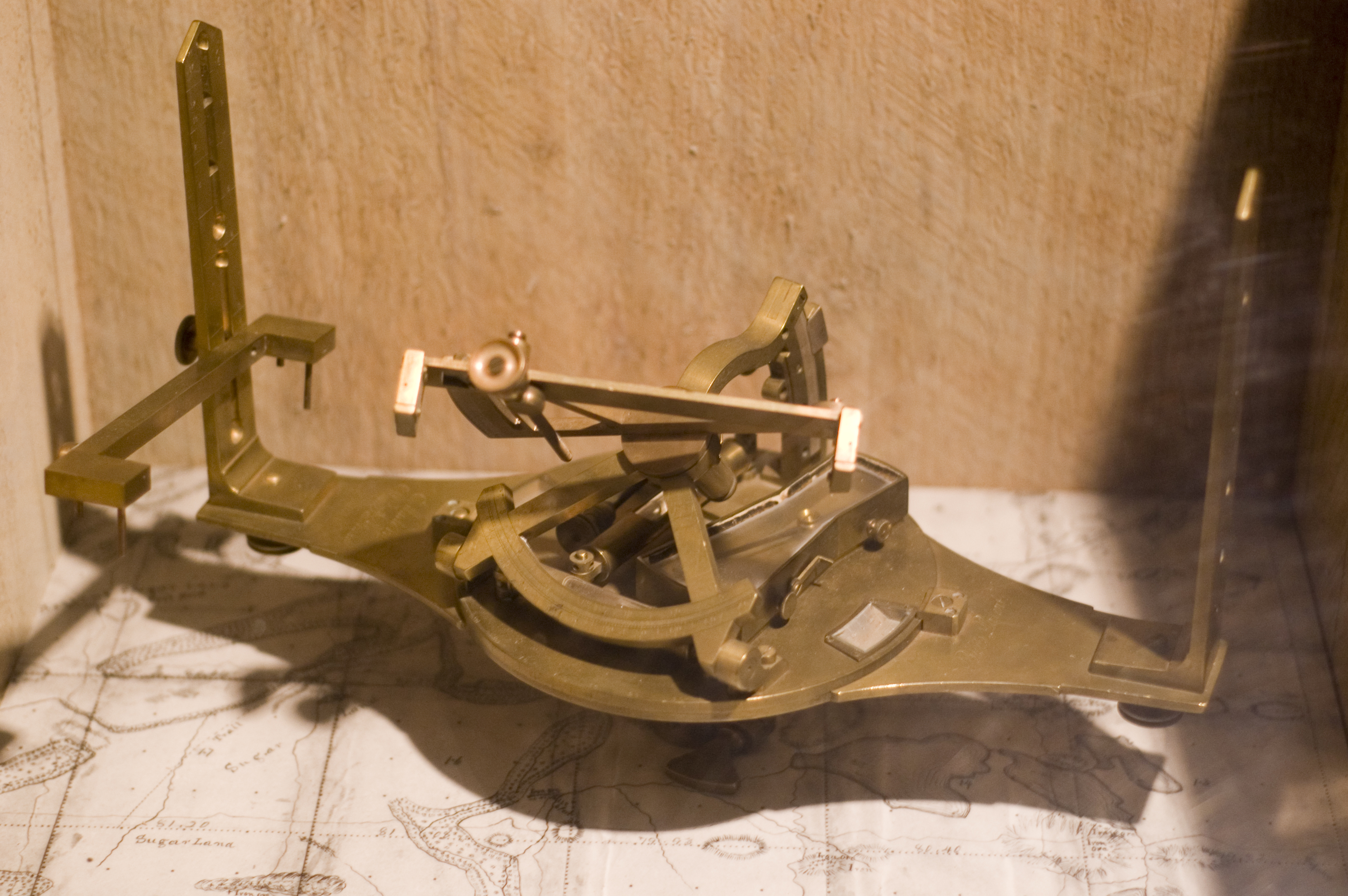
Brúixola solar de William Burt

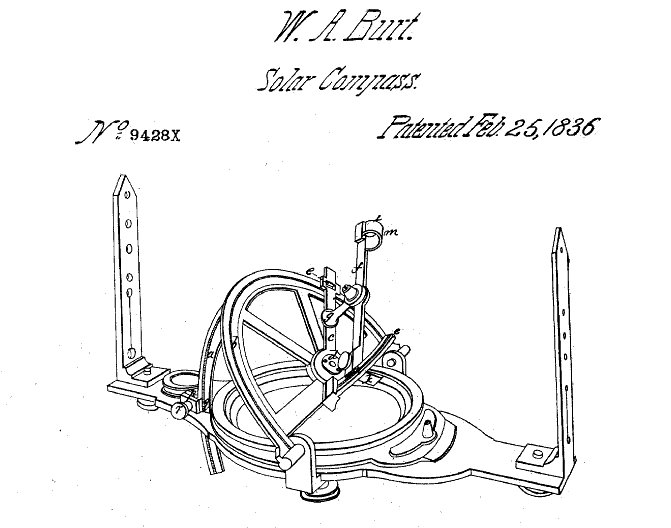
Patent de 1836 de la Brúixola solar de Burt

La brúixola solar  va ser inventada per William Austin Burt, la va patentar el 25 de febrer de 1836. Al segle xix, la brúixola solar seria emprada per a topografiar territoris, on les brúixoles regulars eren susceptibles de pertorbació degut als abundant minerals que feien les lectures inexactes.
Principalment es feia servir a partir de la posició del sol o de la Lluna, sabent l'hora local (rellotge) i la declinació de l'astre (per mitjà de taules), la brúixola solar va permetre als agrimensors traçar les línies als mapes amb més precisió, estalviant un valuós temps als seus usuaris.
El funcionament és el següent:
1. Ajustar la declinació del sol per aquell dia, obtinguda per mitjançant taules, en el limb perpendicular al limb horari.
2. Ajustar la latitud en el limb de l'alidada.
3. Ajustar l'hora local aproximada en el limb horari que gira sobre un eix polar.
4. Orientar l'instrument, mantenint-lo anivellat, de manera que la imatge del sol aparegui entre les línies traçades en la pantalla que hi ha sota la lent.
5. Ajustar el limb horari fins que la imatge entre línies quedi perpendicular al primer conjunt.
6. L'eix horari, llavors apuntarà cap al pol.

Altres mesures:
1. Apuntant les pínnules cap a un objecte terrestre es podrà llegir la seva demora al limb graduat en graus.
2. La declinació magnètica es podrà llegir per comparació amb la brúixola de la placa base.[1][2]